# Kurčatovskij rajon (Oblast' di Kursk)
Il Kurčatovskij rajon (in russo Курчатовский район?) è un rajon dell'Oblast' di Kursk, nella Russia europea; il capoluogo è Kurčatov. Istituito nel 1928, ricopre una superficie di 678 chilometri quadrati e consta di una popolazione di circa 16.500 abitanti.